# Christian Michelet
Christian Fredrik Michelet (ur. 23 czerwca 1863 w Christianii, zm. 25 lipca 1927 w Bærum) – norweski prawnik, polityk Partii Konserwatywnej, premier Norwegii.

## Życiorys

### Wczesne życie
Urodził się w Christianii (obecnie Oslo) jako syn pułkownika Georga Ove von Ramel Micheleta (1830–1908) i Anny Beate Stang (1838–1866). Był wnukiem norweskiego generała Christiana Frederika Micheleta (1792–1874). Ukończył szkołę średnią w Voss w 1881, a następnie udał się na Uniwersytet w Christianii, gdzie w 1888 uzyskał dyplom prawnika. W 1890 wraz ze swoim kolegą Edmundem Harbitzem założył kancelarię adwokacką. Firma szybko zyskała dobrą reputację, a Michelet został powołany na stanowiska w zarządzie spółek takich jak Elektrisk Bureau, Tofte Cellulosefabrik oraz Den norske Creditbank.  W maju 1888 ożenił się z Betzy Holmsen (1867–1951).

### Kariera polityczna
W 1897 Michelet zaangażował się w lokalną politykę w Bærum, gdzie był burmistrzem od 1899 do 1910. Został wybrany do parlamentu Norwegii z okręgu Bærum og Follo w 1909. W Stortingu zaczął pracować w różnych stałych komisjach, zaś w 1919 został przewodniczącym stałej komisji do spraw konstytucyjnych. Od 1920 do 1921 sprawował funkcję ministra spraw zagranicznych w pierwszym i drugim gabinecie Otto Halvorsena. Jako minister spraw zagranicznych Michelet zmierzył się z kilkoma poważnymi problemami, takimi jak konflikt duńsko-norweski o Grenlandię oraz złagodzenie norweskiej polityki alkoholowej. To ostatnie spowodowało, że Norwegia ponownie otworzyła się na import wina i napojów spirytusowych z krajów południowej Europy, w tym z Francji. Partia Micheleta niedługo później przegrała jednak spór z parlamentarnymi zwolennikami utrzymania rygorystycznego prawa, a także uległa sankcjom Hiszpanii na produkty rybne, co zmusiło rząd do dymisji.
Po śmierci premiera Halvorsena Michelet pełnił w dniach 24–30 maja 1923 funkcję premiera Norwegii. Pełnił później funkcję ministra spraw zagranicznych w gabinecie Abrahama Berge.
W latach 1926–1927 był sądzony w procesie przeciwko siedmiu członkom gabinetu tego premiera w sprawie nieujawnienia tajnego depozytu funduszy rządowych na kontach banku Handelsbanken, został jednak uniewinniony z powodu znikomego wkładu w aferę.

### Śmierć
Zginął 25 lipca 1927 od przypadkowego postrzału z własnej broni w willi na Fornebu. Jego żona wyszła później za Johana R. Korena.

### Odznaczenia
Michelet został odznaczony jako Komandor I Klasy Orderu Św. Olafa (1921), Komandor Orderu Danebroga, Kawaler Orderu Wazów i Orderu Gwiazdy Polarnej.